# Сова (коммуна)
Сова́ (фр. и окс. Sauvat) — коммуна во Франции, находится в регионе Овернь. Департамент — Канталь. Входит в состав кантона Сень. Округ коммуны — Морьяк.
Код INSEE коммуны — 15223.
Коммуна расположена приблизительно в 400 км к югу от Парижа, в 75 км юго-западнее Клермон-Феррана, в 45 км к северу от Орийака.

## Население
Население коммуны на 2008 год составляло 189 человек.
| 1962 | 1968 | 1975 | 1982 | 1990 | 1999 | 2008 |
| ---- | ---- | ---- | ---- | ---- | ---- | ---- |
| 303  | 309  | 236  | 233  | 215  | 190  | 189  |

## Экономика
В 2007 году среди 107 человек в трудоспособном возрасте (15—64 лет) 79 были экономически активными, 28 — неактивными (показатель активности — 73,8 %, в 1999 году было 72,1 %). Из 79 активных работали 72 человека (43 мужчины и 29 женщин), безработных было 7 (3 мужчин и 4 женщины). Среди 28 неактивных 4 человека были учениками или студентами, 14 — пенсионерами, 10 были неактивными по другим причинам.

## Достопримечательности
- Церковь Сен-Мартен (XII век). Памятник истории с 1968 года[3]
- Башня Шаваньяк (XV век). Памятник истории с 1964 года[4]

## Фотогалерея
- Мэрия
- Башня Шаваньяк
- Церковь Сен-Мартен
- Карта коммуны